# Juan Agudelo
Juan Sebastián Agudelo (* 23. November 1992 in Manizales, Kolumbien) ist ein US-amerikanischer Fußballspieler.

## Karriere

### Verein
Agudelo wurde in Kolumbien geboren und siedelte im Alter von acht Jahren in die Vereinigten Staaten um. Er lebte ab dieser Zeit in Barnegat Township, New Jersey. Dort spielte er auch Fußball. Ab 2007 spielte er in der New York Red Bull Academy, der Jugendabteilung der New York Red Bulls. Er etablierte sich schnell und schaffte Aufmerksamkeit innerhalb des Major League Soccer-Franchise. 2009 wurde ihm angeboten, ins Junior Team der Bulls zu wechseln. Er lehnte ab und verbrachte einige Zeit als Leihgabe bei der kolumbianischen Mannschaft CD Los Millonarios. Dort spielte er in der Jugendmannschaft des Vereins. Im Frühjahr 2010 kehrte er wieder nach New York zurück. Sein erstes Pflichtspiel absolvierte er am 27. April 2010 gegen Philadelphia Union im Lamar Hunt U.S. Open Cup. Am 9. Oktober 2010 lief er zum ersten Mal bei einem Major League Soccer Spiel auf. Er wurde in der 85. Minute gegen Real Salt Lake eingewechselt. Sein erstes Tor erzielte er am 26. März 2011 am ersten Spieltag der MLS Saison 2011 gegen die Seattle Sounders.
Nach dem Ende der Fußballsaison 2011 in den USA stieg Agudelo am 16. November 2011 beim VfB Stuttgart in das Training ein, um sich fitzuhalten. Im Mai 2012 wechselte er zu CD Chivas USA und im Mai 2013 zu New England Revolution; dort absolvierte er 14 Spiele. Er wechselte am 1. Januar 2014 in die englische Premier League zu Stoke City. Aufgrund einer fehlenden Arbeitserlaubnis konnte er für Stoke City nicht auflaufen und wurde an den FC Utrecht ausgeliehen. Im Mai 2014 versuchte Stoke City erneut erfolglos, eine Arbeitserlaubnis für Agudelo zu bekommen. Somit wurde sein Vertrag aufgelöst. Am 29. Januar 2015 kehrte Agudelo zu New England Revolution zurück. Am 3. Dezember 2019 wurde Agudelo im Re-Entry Draft von Toronto FC ausgewählt. Beide Parteien konnten sich jedoch auf keinen Vertrag einigen. Zur Saison 2020 wechselte Agudelo zum neuen Franchise Inter Miami. Im Gegenzug erhielt Toronto FC den Erstrunden Draft Pick des MLS SuperDrafts 2021. Dort kam er wie auch 2021 bei Minnesota United nur unregelmäßig zum Einsatz. Nach kurzer Vereinslosigkeit unterschrieb er am 31. März 2022 einen Vertrag bei der Birmingham Legion, einem Franchise aus Alabama, das in der USL Championship antritt.

### Nationalmannschaft
Agudelo war Teil Kaders der U-17 Nationalmannschaft der USA bei der U-17-Fußball-Weltmeisterschaft 2009. Anfang 2010 debütierte er in der U-20 Nationalmannschaft der Vereinigten Staaten. In einem Freundschaftsspiel gegen Brasilien am 23. Januar 2010 erzielte er den Ausgleich zum Endstand von 1:1. Am 11. November 2010 wurde er für ein Freundschaftsspiel gegen Südafrika in die A-Nationalmannschaft berufen. In diesem Spiel am 17. November 2010 erzielte er auch seinen ersten Treffer für die USA. Mit 17 Jahren ist er damit der jüngste Torschütze der USA in einem A-Länderspiel. Mit der Auswahl gewann der den CONCACAF Gold Cup 2017 durch einen 2:1-Finalsieg über Jamaika, er selbst kam zu drei Einsätzen bei diesem Turnier. Bis 2018 absolvierte Agudelo insgesamt 28 Partien, in denen er drei Treffer erzielen konnte.

## Erfolge
- CONCACAF-Gold-Cup-Sieger: 2017